# Erzbistum Trnava
Das Erzbistum Trnava bzw. Erzbistum Tyrnau (lat.: Archidioecesis Tyrnaviensis, slowak.: Trnavská arcidiecéza bzw. Trnavské arcibiskupstvo) ist ein römisch-katholisches Erzbistum in der Slowakei mit Sitz in Trnava.

## Geschichte
Das Gebiet des heutigen Erzbistums Trnava wurde am 29. Mai 1922 kirchenrechtlich als Apostolische Administratur Trnava aus dem Erzbistum Esztergom ausgegliedert. Am 30. Dezember 1977 nahm Papst Paul VI. diese Administratur mit der Apostolischen Konstitution Praescriptionum sacrosancti vollständig aus dem Metropolitanverband von Esztergom heraus und erhob sie mit der Apostolischen Konstitution Qui divino zum Erzbistum Trnava sowie zum Sitz eines Metropoliten. Der damit neugeschaffene Kirchenprovinz wurden die Bistümer Banská Bystrica, Košice, Nitra, Rožňava und Spiš als Suffragandiözesen zugeordnet.
Mit Dekret der Kongregation für die Bischöfe vom 31. Mai 1995 wurde das Erzbistum Trnava in Erzbistum Bratislava-Trnava umbenannt und der Martinsdom in Bratislava zur Konkathedrale erhoben. Gleichzeitig errichtete Papst Johannes Paul II. mit der Erhebung des Bistums Košice zum Erzbistum durch die Apostolische Konstitution Pastorali quidem permoti eine zweite Kirchenprovinz in der Slowakei, dem die Bistümer Rožňava und Spiš zugeordnet wurden und gliederte somit die vorgenannten Diözesen aus der Kirchenprovinz Bratislava-Trnava aus.
Am 14. Februar 2008 teilte Papst Benedikt XVI. mit der Apostolischen Konstitution Slovachiae sacrorum das Gebiet um Bratislava vom Erzbistum Bratislava-Trnava ab und errichtete das Erzbistum Bratislava. Gleichzeitig wurde der Sitz des Metropoliten von Trnava nach Bratislava verlegt und damit die bereits bestehende Kirchenprovinz Bratislava-Trnava zur Kirchenprovinz Bratislava umstrukturiert. Das Erzbistum Trnava ist dem Erzbistum Bratislava als Suffraganbistum zugeordnet, steht aber weiterhin im Rang eines Erzbistums. Trnavas Erzbischof erhält aus den Händes des Papst aber kein Pallium mehr, da dieses mit dem Rang eines Metropoliten verbunden ist. Zum ersten Erzbischof von Trnava wurde der damalige Erzbischof von Bratislava-Trnava, Ján Sokol, berufen.

## Bistumsgliederung
Das Erzbistum ist derzeit in zwölf Dekanate untergliedert:
- Dekanat Dunajská Streda (Niedermarkt)
- Dekanat Galanta (Gallandau)
- Dekanat Hlohovec (Freistadt an der Waag)
- Dekanat Hurbanovo (Altdala)
- Dekanat Komárno (Komorn)
- Dekanat Nové Mesto nad Váhom (Neustadt an der Waag)
- Dekanat Piešťany (Püschtin)
- Dekanat Sereď (Sereth)
- Dekanat Šaľa (Schala)
- Dekanat Trnava A (Tyrnau A)
- Dekanat Trnava B (Tyrnau B)